# 华北地区

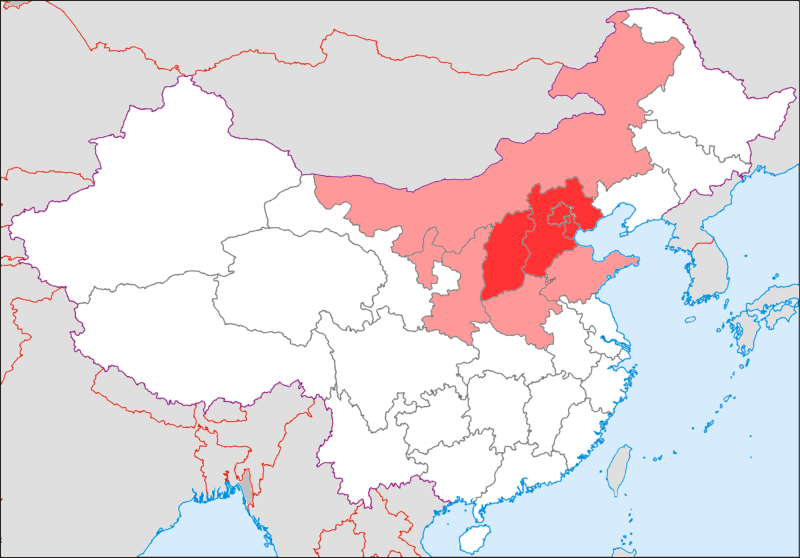
华北地区示意图，其中大红色为绝大多数情况下都会被归为华北地区的省份，浅红色为广义的华北

华北地区，指位于中国北部的区域。一般指秦岭-淮河线以北，长城以南的中国的广大区域。现时在政治、经济层面上指北京市、天津市、河北省、山西省共计四个省级行政单位。

## 行政区划
华北地区包括：北京市、天津市、河北省、山西省和内蒙古自治区中部即锡林郭勒盟、乌兰察布市、包头市和呼和浩特市等四盟(市)。廣義上會將整个内蒙古都列入华北地区。

## 地理
地理上华北地区的西缘是青藏高原东部还是黄土高原东部并无权威定义。自然地理学的传统说法是以阴山、贺兰山、乌鞘岭为华北自然地理区与西北自然地理区的分界线，把陕北、陇东、宁夏、河南也列入华北。这一分界线在自然地理上是中国的半干旱地区与干旱地区的分界线、东亚季风区与亚欧大陆非季风区的分界线，在气候地理上也是重要分界线。

## 资源
华北地区人口稠密，煤、铁资源丰富，同时还有金、钼、铝土等一批矿产资源 。是中国重要的粮、棉、油产区。但水资源的严重不足已越来越明显地制约着本区工农业生产的发展 。